# تيم كرول
تيموثي كرول (بالهولندية: Tim Krul)‏، من مواليد 3 ابريل 1988 في دن هاغ في هولندا، لاعب كرة قدم هولندي.
بدأ مسيرته الكروية مع نادي نيوكاسل يونايتد الإنجليزي في عام 2005، وهو يلعب معهم حتى الآن.

## سيرة اللاعب
نيوكاسل يونايتد
بدأ كرول مسيرته في الدوري الهولندي نادي ادو دن هاج المحلية.
انضم لنادي نيوكاسل يونايتد الدوري الإنجليزي الممتاز في صيف عام 2005 ووقع على صفقة لمدة ثلاث سنوات.
طالب ادو دن هاج برسوم تعويض واعترض للفيفا عن طريق لجنة المنازعات.
لم تستطيع لجنة المنازعات حل القضية وصعد ادو دن هاج القضية إلى محكمة التحكيم الرياضية. قضت محكمة التحكيم الرياضية في فبراير 2007 لصالح ادو دن هاج وأمرت نيوكاسل بدفع 2,20000 € كتعويض عن الانتقال.
ظهر كرول مع نيوكاسل لأول مرة في كأس الاتحاد الأوروبي في 2 نوفمبر 2006، ضد مضيفه باليرمو. وقد أشاد النقاد باول ظهور له حيث حافظ على نظافة شباكه من هجمات خطرة لجوزيبي بيافا وديفيد دي ميكيلي.
لعب كرول في الدوري الممتاز لنيوكاسل في 18 سبتمبر 2010 مقابل ايفرتون في جوديسون بارك، كبديل في الدقيقة 35 لستيف هاربر الذي أصيب في المباراة التي انتهت بنتيجة 1-0 لنيوكاسل.
بدأ مباراته الأولى في الدوري الممتاز يوم 26 سبتمبر ضد ستوك سيتي في سانت جيمس بارك.
بعد أدائه الجيد، قدم آلان باردو له المزيد من الفرص لبدء المباريات. أصبح في نهاية المطاف الخيار الأول وأرسل هاربر على سبيل الإعارة إلى برايتون.
بدأ موسم 2011-12 جيدا، وحافظ على شباكه نظيفة في أول مباراتين هذا الموسم ضد ارسنال وسندرلاند.
في 3 ديسمبر 2011، قدم كرول له 50 مباراة نيوكاسل ضد تشلسي، وأنقذ ركلة جزاء لفرانك لامبارد.
جعل أدائه الجيد لاعبا مفضلا من جماهير نيوكاسل يونايتد، وحافظ على نظافة شباكه ل 15 مباراة في موسم واحد مع 2-0 على تشيلسي في 2 مايو 2012.
في 3 مارس 2012، وقع عقدا جديدا كرول لمدة 5 سنوات في نيوكاسل يونايتد.

## روابط خارجية
- تيم كرول على موقع الاتحاد الدولي (مؤرشف)  (الإنجليزية)
- تيم كرول على موقع الاتحاد الأوربي (الإنجليزية)
- تيم كرول على موقع قاعدة بيانات كرة القدم.إي يو (الإنجليزية)
- تيم كرول على موقع ناشيونال فوتبول تيمز (الإنجليزية)
- تيم كرول على موقع Soccerbase.com (لاعب) (الإنجليزية)
- تيم كرول على موقع Soccerway.com (الإنجليزية)
- تيم كرول على موقع عالم كرة القدم.نت (الإنجليزية)
- تيم كرول على موقع AS.com (الإسبانية)